# Дом семьи Лившиц
Дом семьи Лившиц — одноэтажный дом в городе Куйбышев Новосибирской области. Построен в первой половине XIX века. Принадлежал семье Лившиц. Одно из зданий исторической застройки улицы Краскома. Пример русской архитектуры с добавлением элементов классицизма конца XVIII — начала XIX веков. Памятник архитектуры регионального значения.

## История
Здание построено в первой половине XIX века и было предназначено для отдыха путешествующих по Московско-Сибирскому тракту. Предположительно в этом здании в 1890 году останавливался А. П. Чехов, направлявшийся на Сахалин.

## Описание
Дом находится в центральной части Куйбышева и выходит на красную линию улицы Краскома (ранее — Московская улица). Прямоугольный в плане объём базируется на кирпичных ленточных фундаментах. Цоколь здания кирпичный ленточный. Подвал отсутствует. Окрашенные кирпичные стены завершаются фризом с каркасом из сруба и двух венцов. С юго-западного фасада находился впоследствии утраченный деревянный тамбур, о чём напоминают штрабы на стене. Крыша дома стропильная четырёхскатная с металлической кровлей. Организованный водосток находится снаружи. Вход размещён на юго-восточном фасаде, его оформление не сохранилось.
Главный фасад композиционно симметричен. Окна с лучковым очертанием в верхней части оформлены наличниками с «ушами» и завершаются прямыми сандриками. Над оконными проёмами размещён профилированный пояс. Особенность оформления — деревянный фриз с горизонтальной прошивкой. Вынос карниза на главном фасаде опирается на деревянные резные кронштейны, расположенные по три над каждым оконным проёмом. Между кронштейнами встроены гранённые квадратные и прямоугольные элементы.
Со временем были утрачены двустворчатые тяжёлые ставни, подвешивавшиеся на кованые крюки.
Габариты здания в плане составляют 18,9 × 12,4 м.

### Интерьер
Первоначальная планировка здания не изменилась. Его внутреннее пространство разбито на шесть практически равных помещений с анфиладной связью.
Находящееся в западном углу дома помещение перекрывается кирпичным крестовым сводом с распалубками.